# Nikon D3

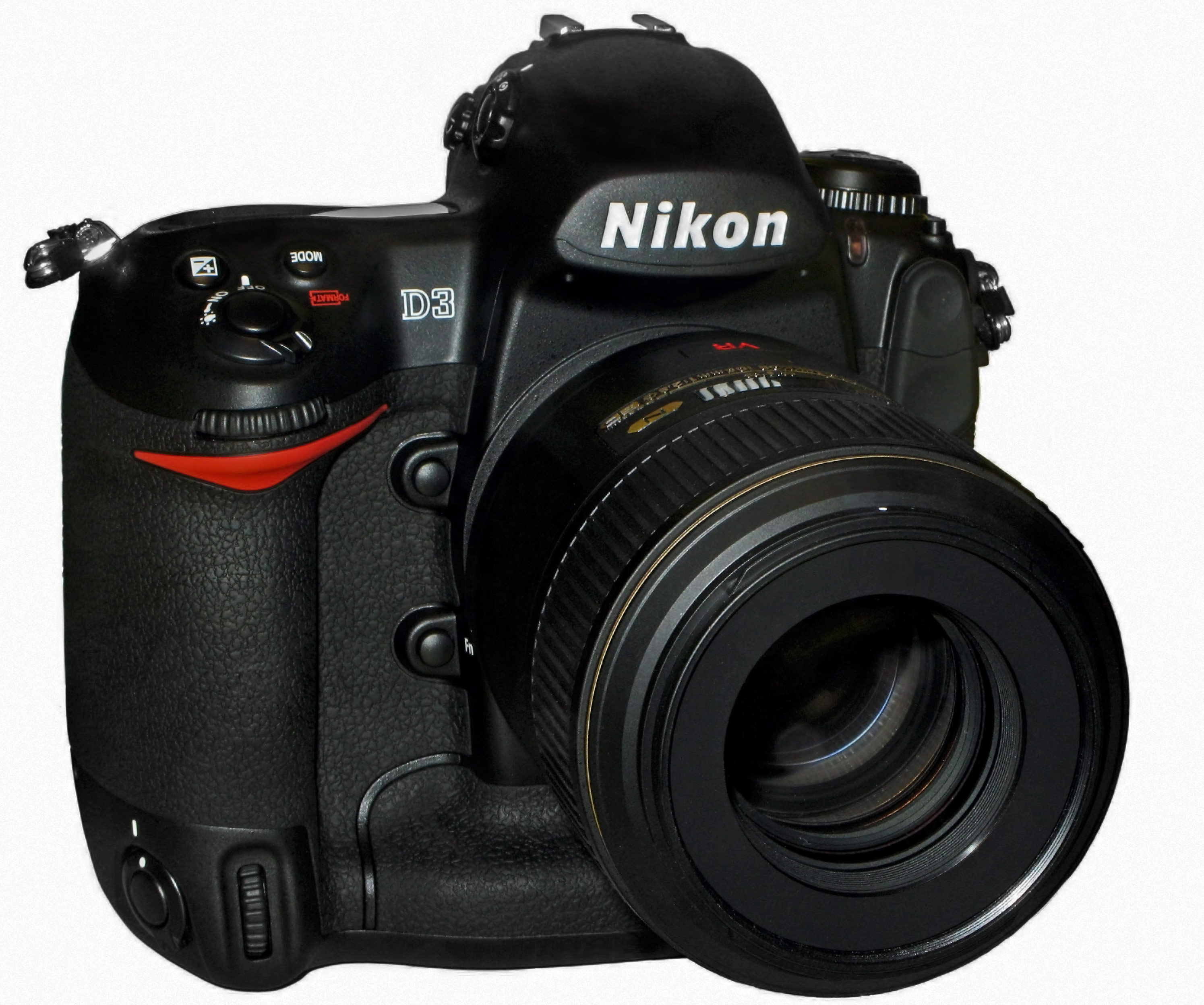
Nikon D3.

La Nikon D3 es una cámara fotográfica DSLR profesional de 12,1 megapixeles con sensor full frame (del mismo tamaño que un fotograma de película 35 mm) lanzada al mercado por Nikon en agosto de 2007 junto a la Nikon D300. Desde su lanzamiento hasta 2009, la D3 ocupó el tope de línea entre las DSLR de Nikon, desplazando a la D2Hs y a la D2Xs. Fue sustituida por una renovación menor de la misma cámara, la Nikon D3S, la cual fue lanzada el 14 de octubre de 2009.